# Peter Donlon
Peter Donlon   (Port Hueneme, 16 de desembre de 1906 - Napa, 14 de desembre de 1979) fou un remer estatunidenc que va competir durant la dècada de 1920.
El 1928 va prendre part en els Jocs Olímpics d'Amsterdam, on disputà la prova del vuit amb timoner del programa de rem, en què guanyà la medalla d'or.